# Санта-Северина
Санта-Северина (італ. Santa Severina, сиц. Santa Siverina) — муніципалітет в Італії, у регіоні Калабрія, провінція Кротоне.
Санта-Северина розташована на відстані близько 490 км на південний схід від Рима, 39 км на північний схід від Катандзаро, 19 км на північний захід від Кротоне.
Населення — 2175 осіб (2014).

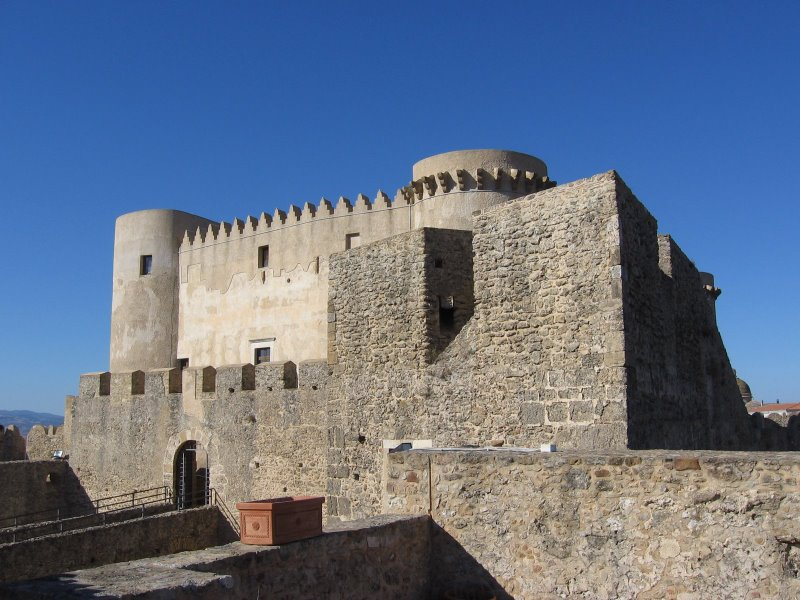

Щорічний фестиваль відбувається 29 жовтня. Покровитель — Santa Anastasìa.

## Демографія
Населення за роками:

Станом на 1 січня 2023 року в муніципалітеті офіційно проживали 42 іноземці з 8 країн, серед них 24 громадяни країн Євросоюзу та 13 громадян України.

## Персоналії
- Захарій (? — 752) — дев'яносто перший папа Римський (10 грудня 741—22 березня 752), за походженням грек, народився у Калабрії.

## Міста-побратими
- Маріуполь

## Сусідні муніципалітети
- Бельведере-ді-Спінелло
- Каккурі
- Кастельсілано
- Рокка-ді-Нето
- Роккабернарда
- Сан-Мауро-Маркезато
- Скандале